# Charlotte Clive
Lady Charlotte Florentia Clive, duchessa di Northumberland (12 settembre 1787 – Londra, 27 luglio 1866), è stata una nobildonna inglese.

## Biografia
Era la terzogenita di Edward Clive, I conte di Powis, e di sua moglie, Lady Henrietta Antonia Herbert. Dal lato paterno era la nipote del maggiore generale Robert Clive, I barone Clive e dal lato materno di Henry Herbert, I conte di Powis.

## Matrimonio
Il 29 aprile 1817 sposò Hugh Percy, conte Percy (20 aprile 1785-11 febbraio 1847), figlio del generale Hugh Percy, II duca di Northumberland. La coppia non ebbe figli. Il 10 luglio dello stesso anno, suo suocero morì e suo marito successe al ducato.

### Duchessa di Northumberland
Nel 1825, il duca e la duchessa di Northumberland parteciparono all'incoronazione del re Carlo X di Francia in qualità di rappresentanti di Guglielmo IV. Accompagnò il marito a Dublino durante il suo periodo come Lord luogotenente d'Irlanda (1829-1830). Nel 1831, essendo un amico del re, è stata nominata governante della nipote e erede, la principessa Vittoria di Kent, che sarebbe salita al trono britannico nel 1837.
Il ruolo era principalmente cerimoniale in quanto Vittoria continuò a fare affidamento soprattutto sulla baronessa Louise Lehzen. La duchessa è stata licenziata, nel 1837, dalla duchessa di Kent, per aver tentato di diventare più influente nella formazione della ragazza. Si era opposta alla durezza del sistema Kensington, progettato da Conroy e dalla duchessa di Kent, e scrisse alla principessa Feodora di Leiningen (figlia del primo matrimonio della duchessa) per chiederle di raccontare tutto al re e di intervenire. Feodora e la duchessa di Northumberland erano determinate a proteggere baronessa Lehzen dall'ostilità di Conroy e da Lady Flora Hastings.

## Morte
Morì a Twickenham, il 27 luglio 1866. Come duchessa di Northumberland, fu sepolta nell'Abbazia di Westminster.
Nata in una famiglia amante delle piante, era lei stessa un'appassionata di botanica. Fu la prima persona in Gran Bretagna a coltivare e far fiorire piante dell'Africa australe appartenenti al genere Clivia, così chiamato in suo onore dal botanico di Kew John Lindley nel 1828.

## Ascendenza
|                                         |                 |                           | Genitori                              |  |  | Nonni |  |  | Bisnonni      |  |  | Trisnonni    |  |
|                                         |                 |                           |                                       |  |  |       |  |  | Richard Clive |  |  | Robert Clive |  |
|                                         |                 |                           |                                       |  |  |       |  |  | Richard Clive |  |  | Robert Clive |  |
|                                         |                 | Elizabeth Amphlett        |                                       |  |  |       |  |  | Richard Clive |  |  |              |  |
| Robert Clive, I barone Clive di Plassey |                 |                           |                                       |  |  |       |  |  | Richard Clive |  |  |              |  |
|                                         |                 | Rebecca Gaskell           | Nathaniel Gaskell                     |  |  |       |  |  |               |  |  |              |  |
|                                         |                 | Rebecca Gaskell           | Nathaniel Gaskell                     |  |  |       |  |  |               |  |  |              |  |
|                                         |                 | Rebecca Gaskell           | Sarah Wilson                          |  |  |       |  |  |               |  |  |              |  |
| Edward Clive, I conte di Powis          |                 | Rebecca Gaskell           |                                       |  |  |       |  |  |               |  |  |              |  |
|                                         |                 | Edmund Maskelyne          | Nevill Maskelyne                      |  |  |       |  |  |               |  |  |              |  |
|                                         |                 | Edmund Maskelyne          | Nevill Maskelyne                      |  |  |       |  |  |               |  |  |              |  |
|                                         |                 | Edmund Maskelyne          | Anne Bathe                            |  |  |       |  |  |               |  |  |              |  |
| Margaret Maskelyne                      |                 | Edmund Maskelyne          |                                       |  |  |       |  |  |               |  |  |              |  |
|                                         |                 | Elizabeth Booth           | John Booth                            |  |  |       |  |  |               |  |  |              |  |
|                                         |                 | Elizabeth Booth           | John Booth                            |  |  |       |  |  |               |  |  |              |  |
|                                         |                 | Elizabeth Booth           | Elizabeth Proger                      |  |  |       |  |  |               |  |  |              |  |
| Lady Charlotte Clive                    |                 | Elizabeth Booth           |                                       |  |  |       |  |  |               |  |  |              |  |
|                                         | Francis Herbert | Richard Herbert           |                                       |  |  |       |  |  |               |  |  |              |  |
|                                         | Francis Herbert | Richard Herbert           |                                       |  |  |       |  |  |               |  |  |              |  |
|                                         | Francis Herbert | Hon. Florentia Herbert    |                                       |  |  |       |  |  |               |  |  |              |  |
| Henry Herbert, I conte di Powis         | Francis Herbert |                           |                                       |  |  |       |  |  |               |  |  |              |  |
|                                         |                 | Dorothy Oldbury           | John Oldbury                          |  |  |       |  |  |               |  |  |              |  |
|                                         |                 | Dorothy Oldbury           | John Oldbury                          |  |  |       |  |  |               |  |  |              |  |
|                                         |                 | Dorothy Oldbury           | …                                     |  |  |       |  |  |               |  |  |              |  |
| Lady Henrietta Antonia Herbert          |                 | Dorothy Oldbury           |                                       |  |  |       |  |  |               |  |  |              |  |
|                                         |                 | Lord Edward Herbert       | William Herbert, II marchese di Powis |  |  |       |  |  |               |  |  |              |  |
|                                         |                 | Lord Edward Herbert       | William Herbert, II marchese di Powis |  |  |       |  |  |               |  |  |              |  |
|                                         |                 | Lord Edward Herbert       | Mary Preston                          |  |  |       |  |  |               |  |  |              |  |
| Barbara Herbert                         |                 | Lord Edward Herbert       |                                       |  |  |       |  |  |               |  |  |              |  |
|                                         |                 | Lady Henrietta Waldegrave | James Waldegrave, I conte Waldegrave  |  |  |       |  |  |               |  |  |              |  |
|                                         |                 | Lady Henrietta Waldegrave | James Waldegrave, I conte Waldegrave  |  |  |       |  |  |               |  |  |              |  |
|                                         |                 | Lady Henrietta Waldegrave | Mary Webbe                            |  |  |       |  |  |               |  |  |              |  |
|                                         |                 | Lady Henrietta Waldegrave |                                       |  |  |       |  |  |               |  |  |              |  |